# Subulitidae
De Subulitidae zijn een familie van uitgestorven weekdieren uit de klasse van de Gastropoda (slakken).

## Geslachten
- † Macrochilina Bayle, 1880

### Synoniem
- † Macrocheilus Phillips, 11841 =>  † Macrochilina Bayle, 11880 (non Kirby, 1838)